# Implementation Force

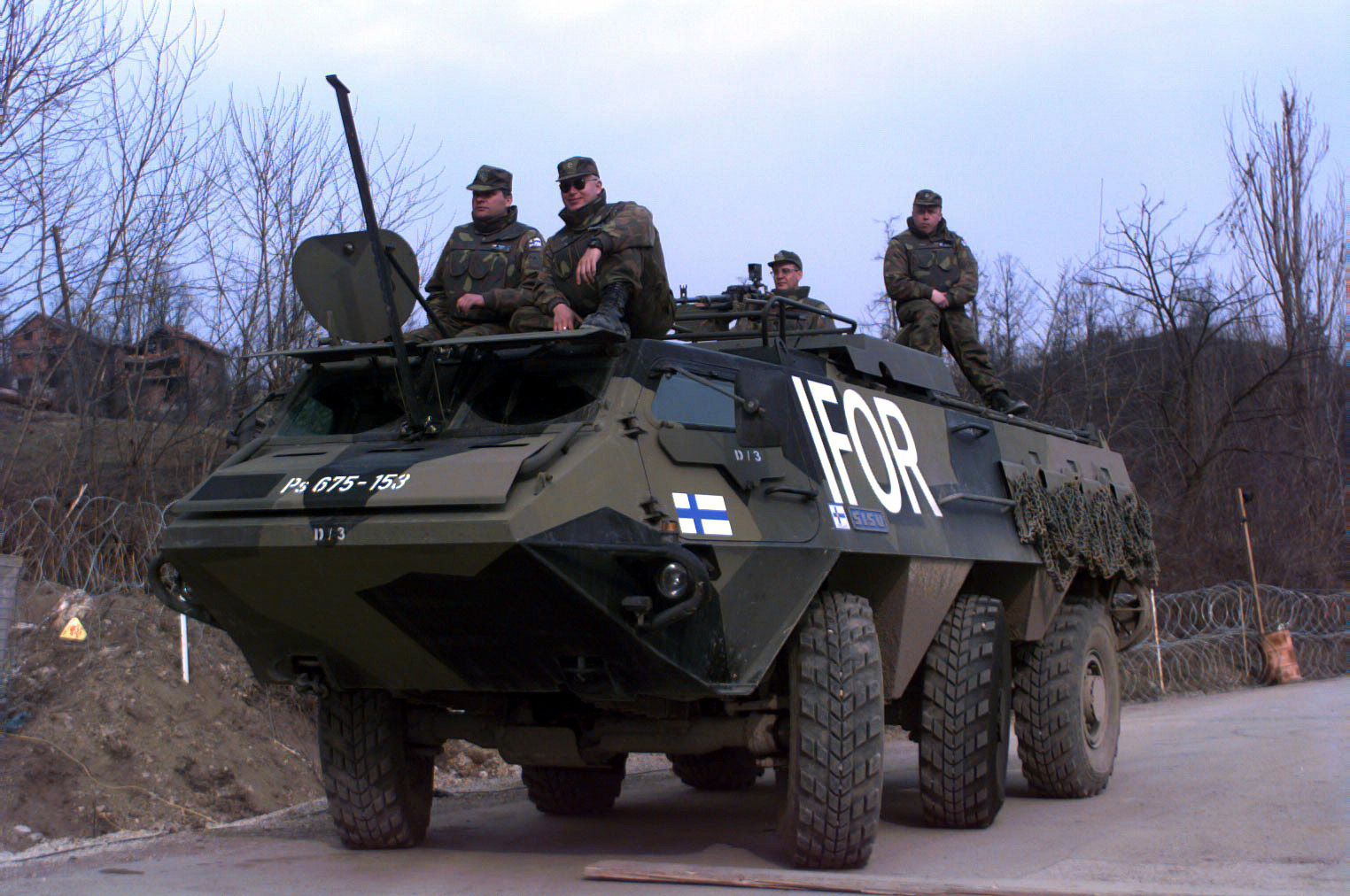
Panzer der finnischen Armee während der Operation Joint Endeavor (SISU XA-180 APC)

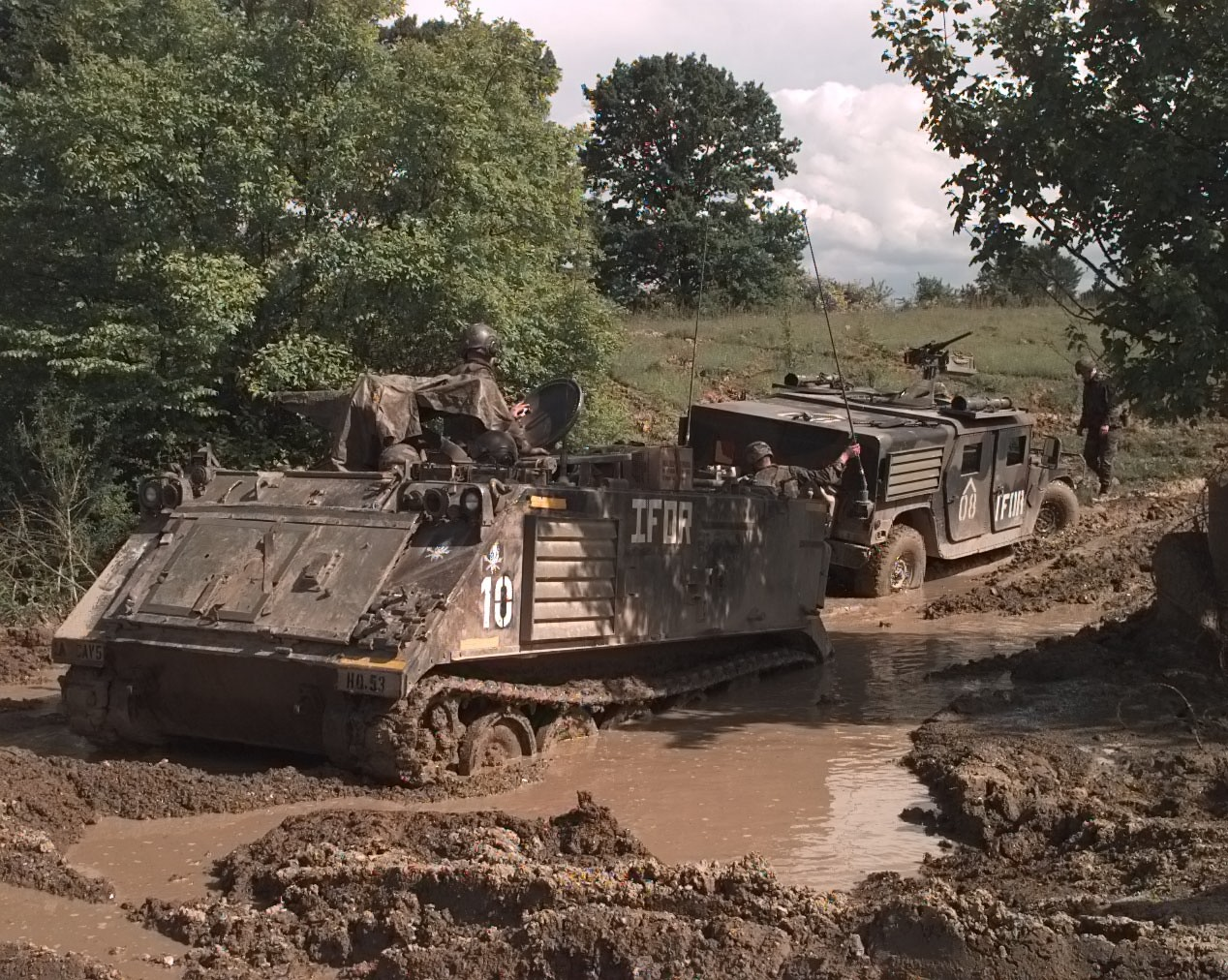
US-amerikanischer M113 im Einsatz 1996

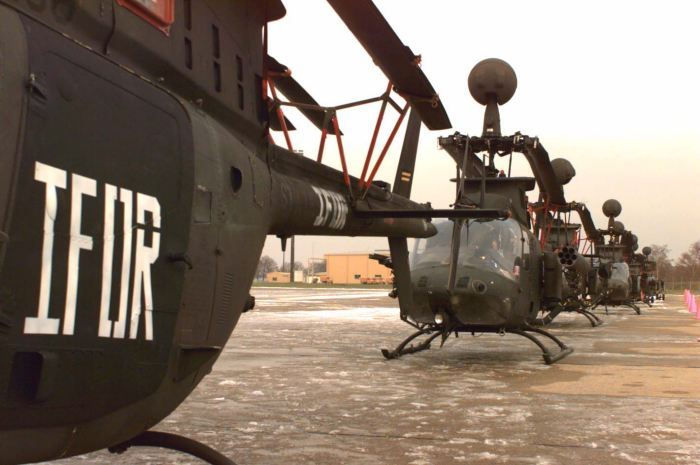
US-amerikanische Kampfhubschrauber vom Typ OH-58D Kiowa Warrior

Die Implementation Force, deutsch Umsetzungstruppe (kurz IFOR), bezeichnete die unter NATO-Kommando stehende, multilaterale Friedenstruppe, die am 20. Dezember 1995 in Bosnien und Herzegowina die UNPROFOR ablöste und ihre Tätigkeit im Rahmen der Operation Joint Endeavour aufnahm. Am 21. Dezember 1995 wurde daraufhin die seit April 1993 bestehende NATO-Luftoperation Deny Flight eingestellt. Ihr folgte am 9. Januar 1996 auch die Einstellung der seit Juli 1992 bestandenen Luftbrücke nach Sarajevo im Rahmen der Operation Provide Promise.

## Geschichte

Logo der Implementation Force (IFOR)

Der Gründung vorausgegangen waren schwierige Verhandlungen, die erst nach massivem internationalen Druck am 21. November 1995 in Dayton, Ohio, zu einer Einigung zwischen den Konfliktparteien im ehemaligen Jugoslawien führten. IFOR sollte die militärischen Aspekte des Friedensabkommens von Dayton umsetzen.
Nachdem am 15. Dezember 1995 der Sicherheitsrat der Vereinten Nationen in der Resolution 1031 die IFOR definierte und einrichtete, wurde die NATO beauftragt die Waffenstillstandsvereinbarungen sowie die Truppenentflechtung zu überwachen. An diesem erstmaligen Einsatz der NATO, außerhalb der bisherigen Rolle als kollektives Verteidigungsbündnis, beteiligten sich 16 NATO- und 17 Nicht-NATO-Länder, darunter 14 Staaten aus dem Rahmen des NATO-Programms Partnership for Peace (PfP) einschließlich Russland und der Ukraine. Seit Ende des Zweiten Weltkrieges war dies damit auch die erste gemeinsame Militäroperation zwischen den „Supermächten“ Vereinigte Staaten und Russland.
Am 18. Mai 1996 wurde der IFOR-Einsatz vom NATO-Rat verlängert und auch auf die Unterstützung des Wiederaufbaus ausgeweitet.
Durch die UN-Resolution 1088 vom 12. Dezember 1996 erfolgte die Übertragung des IFOR-Mandats auf die Nachfolgemission SFOR.

## Umfang und Stationierung

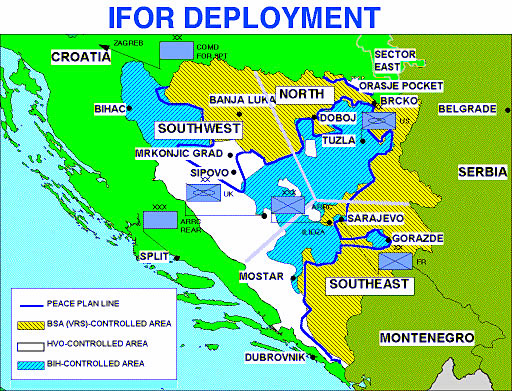
IFOR-Stationierungen 1995 in Bosnien-Herzegowina

Die Sollstärke der IFOR betrug rund 57.000 Soldaten, davon stellten die USA rund 20.000, Großbritannien 13.000 und Frankreich 7.500 Soldaten. Das NATO-Kommando der IFOR unterstand politisch dem Nordatlantikrat und militärisch dem Supreme Headquarters Allied Powers Europe (SHAPE) und dessen Supreme Allied Commander Europe (SACEUR) General George A. Joulwan (USA). SACEUR beauftragte wiederum den Oberbefehlshaber (CINCSOUTH) des operativen Kommandobereichs der Allied Forces Southern Europe (AFSOUTH) in Neapel mit der Führung der Implementation Force (IFOR) mit Hauptquartier in Sarajevo.
Am 7. November 1996 folgte ein Wechsel innerhalb der IFOR-Führung vom NATO-Kommandobereich AFSOUTH zu den Land Forces Central Europe (LANDCENT), das zum Allied Forces Central Europe (AFCENT) mit Hauptquartier in Brunssum (Niederlande) gehörte.
IFOR untergliederte sich wiederum in drei Kommandobereiche:
- Allied Naval Forces South (NAVSOUTH), der Marinestreitkräfte innerhalb des Kommandobereichs der Allied Forces South Europe (AFSOUTH) unter Führung des Befehlshabers: Commander Allied Naval Forces South (COMNAVSOUTH)
- Land Component Command hierzu gehörte das Korpshauptquartier Allied Command Europe Rapid Reaction Corps (ARRC) das von Mönchengladbach nach Ilidža verlegt wurde. Dem ARRC unterstanden die drei Führungskontingente bzw. multinationale Divisionen (MND), die Führung leiteten gemeinsam der Befehlshaber der IFOR (COMIFOR) und der Befehlshaber des ARRC (COMARRC).
- Air Component Command, hierzu gehörte das Combined Air Operations Centre (CAOC) und Regional Air Movement Control Center (RAMCC) – ein erweitertes 5. ATAF (Allied Tactical Air Force bzw. Luftflottenkommando) der Allied Air Forces South (AIRSOUTH) – in Vicenza (Italien) als taktischer Gefechtsstand der NATO zur Koordinierung der Luftoperationen der ihm zugeordneten Kräfte

Das Hauptquartier für die Versorgung der IFOR-Kontingente (Logistic Support HQ) hatte seinen Sitz im kroatischen Zagreb und unterstand dem IFOR Commander for Support (C-SPT). In Split gab es zudem ein Büro der NATO Maintenance and Supply Agency (NAMSA).
Die Operationsgebiete und multinationale Divisionen (MND) in Bosnien und Herzegowina und in Kroatien waren wie folgt disloziert:
MND(N) – Multinational Division (North) mit Hauptquartier in Tuzla
- Führung durch die USA (Amerikanischer Sektor) mit der Task Force Eagle (darunter die 1. US-Panzerdivision) mit Hauptquartiere in Tuzla und Vlasenica
  - daneben ab 6. Januar 1996 eine unabhängige russische Brigade (RUSBDE) mit 1.500 Soldaten, überwiegend Fallschirmjäger, unter Führung von Generaloberst Leonti Pawlowitsch Schewzow mit Hauptquartier in Ugljevik und Stützpunkten in Prijob, Simin Han, Milijas, Spasojevici, Vukosavci und Koraj
  - eine gemischte Nordisch-Polnische-Brigade (NordicPolish-Brigade; NORDPOL BDE) mit Kontingenten aus den skandinavischen Staaten Finnland, Norwegen, Dänemark und Schweden sowie aus Polen mit Hauptquartier in Doboj. Insgesamt umfasste die Brigade 2.755 Soldaten unterstützt von 220 US-Soldaten

MND(SW) – Multinational Division (Southwest) (Britischer Sektor) mit Hauptquartier in Banja Luka, später in Gornji Vakuf
- Führung durch Großbritannien, bestehend aus einer britischen Brigade mit Hauptquartier in Šipovo
  - eine Brigade aus der Türkei mit Hauptquartier in Zenica und
  - eine Brigade aus Kanada mit Hauptquartier in Ćoralići bei CazinRussische Soldaten mit Transportpanzer BTR-80 im Rahmen des IFOR-Einsatzes, November 1996

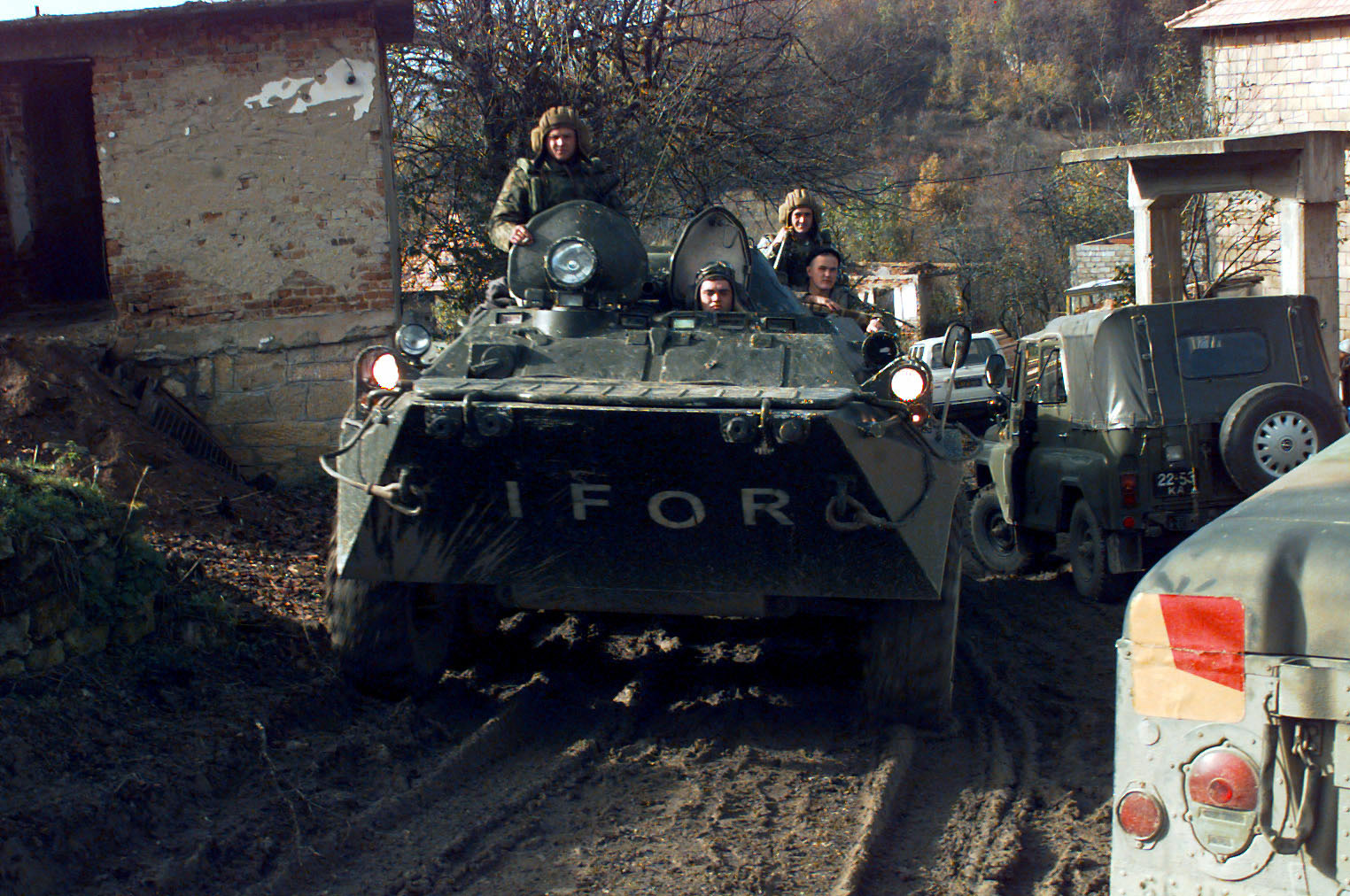
Russische Soldaten mit Transportpanzer BTR-80 im Rahmen des IFOR-Einsatzes, November 1996

MND(SE) – Multinational Division (Southeast) (Französischer Sektor) mit Hauptquartier in Mostar
- Führung durch Frankreich mit einer französischen Brigade mit Hauptquartier in Mostar und in Rajlovac bei Sarajevo
  - eine Brigade aus Spanien mit Hauptquartier in Međugorje
  - eine Brigade aus Italien mit Hauptquartier in Sarajevo-Zetra

## Führung

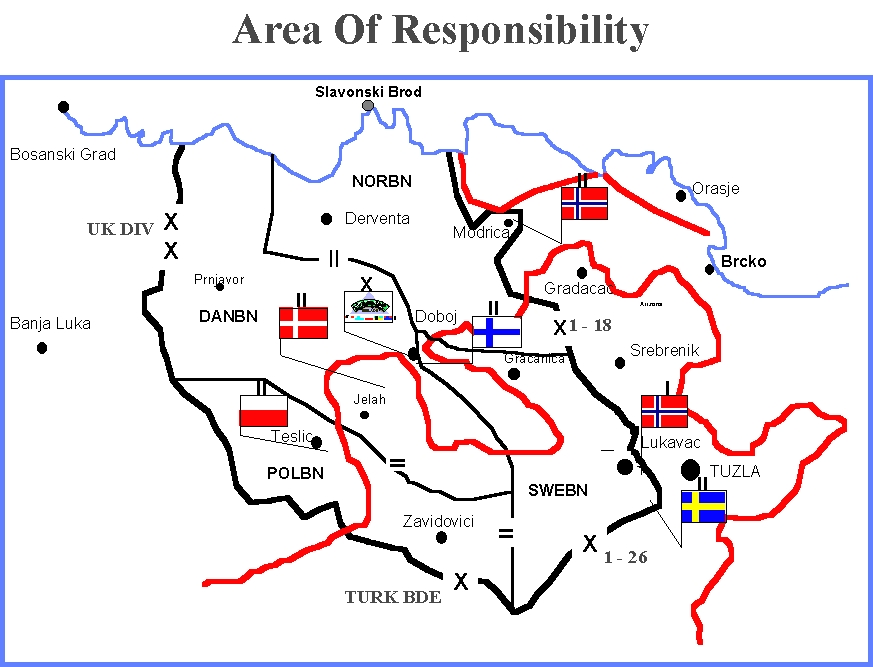
Verantwortungsbereich der NORDPOL-Brigade 1996

Die Bezeichnung des Befehlshabers der IFOR lautete COMIFOR (Commander Implementation Force):
- 20. Dezember 1995 bis 31. Juli 1996: Admiral Leighton W. Smith, USA
- 31. Juli 1996 bis 7. November 1996: Admiral T. Joseph Lopez, USA
- 7. November 1996 bis 12. Dezember 1996: General William W. Crouch, USA

## Das deutsche Kontingent GECONIFOR
Die Soldaten des deutschen Kontingents GECONIFOR (L) (GErman CONtingent Implementation FORce (Land)) hatten ihre Standorte in Zadar (Heeresflieger), Benkovac (Pioniere), Šibenik (Einsatzunterstützung: Nachschub und Instandsetzung), Camp Solaris (Transport), in Trogir (Sanitäter mit Feldlazarett) und in Primošten (Feldjäger).

### Das 1. Heereskontingent der Bundeswehr für IFOR im Januar/Februar 1996

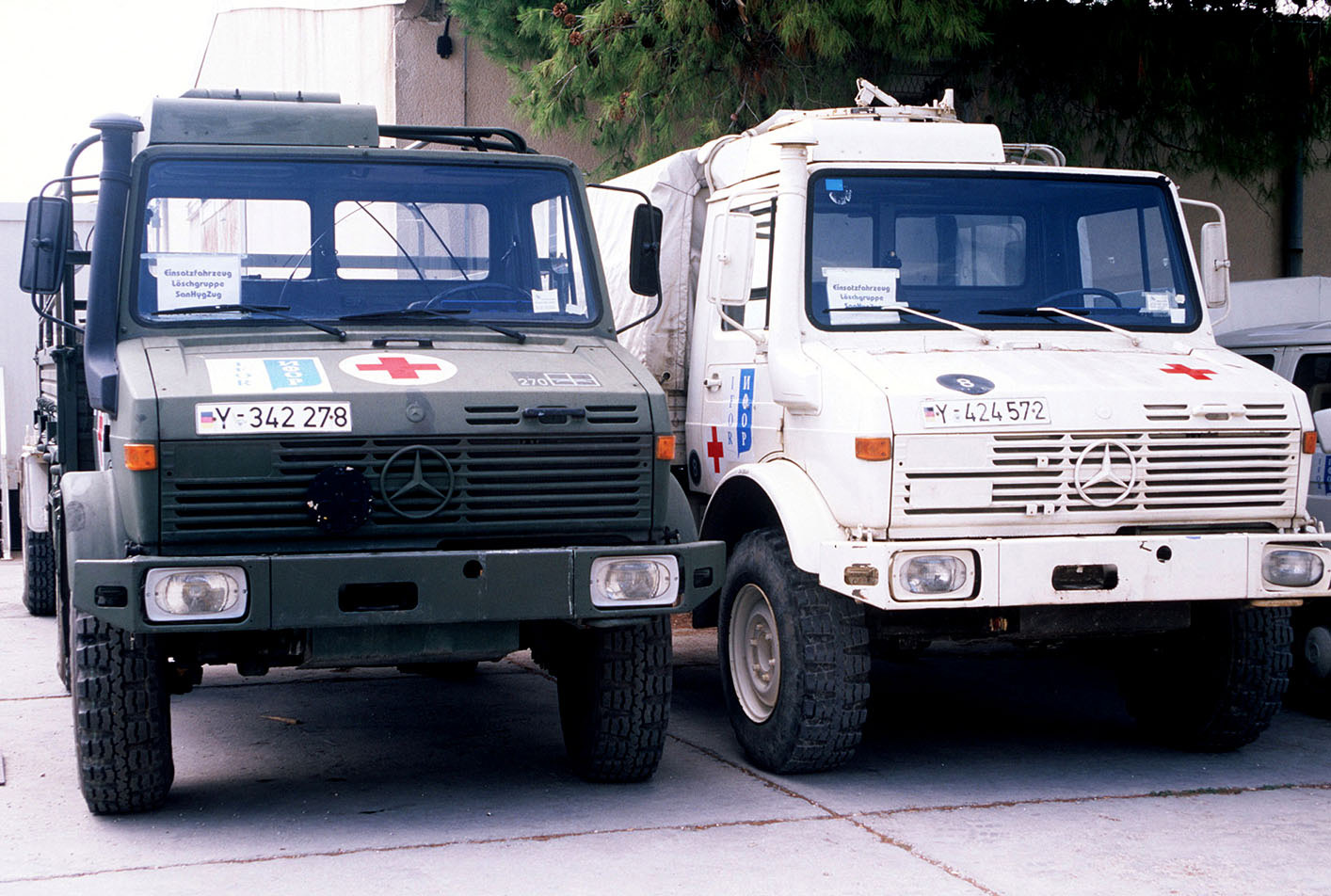
Deutsche IFOR-Fahrzeuge

IFOR Germany Zusatzarmbinde

Das Heer der Bundeswehr stellte ab Ende Januar 1996 unter Führung von Brigadegeneral Friedrich Riechmann das erste Hauptkontingent für GECONIFOR (L) mit rund 2.600 Soldaten bereit. Zuvor hatten sogenannte Vorauskommandos ab dem 22. Dezember 1995 die späteren Liegenschaften infrastrukturell vorbereitet. GECONIFOR war in 4 Einsatzverbände sowie ein Feldlazarett gegliedert:
- Transporteinsatzverband

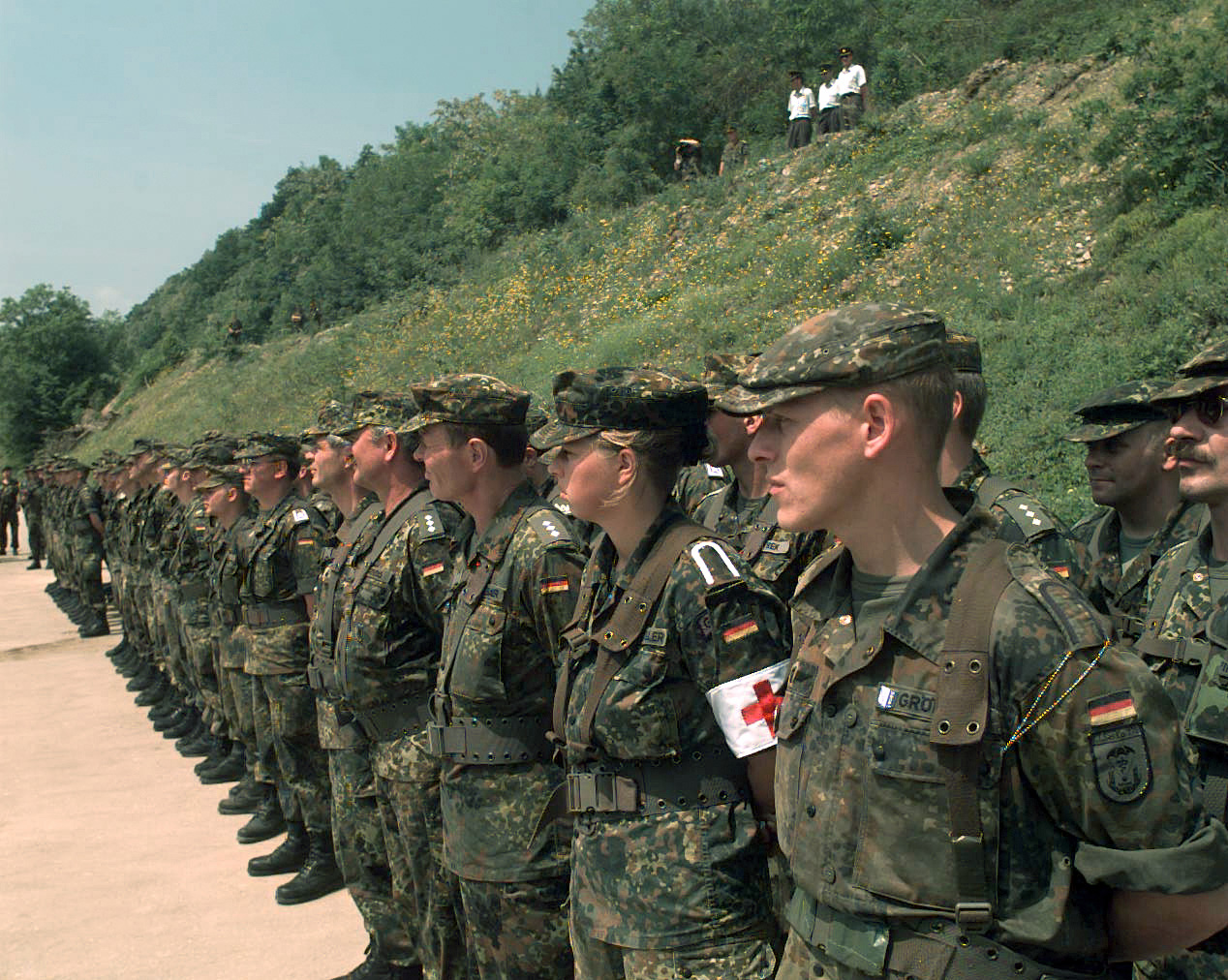
Deutsche Soldaten nahe Goražde im April 1996 (Vorne: Unteroffizier von LLSanKp 270)

  - Leitverband war das Transportbataillon 133 aus Erfurt mit ca. 550 Soldaten, ausgerüstet mit 6 Schwerlasttransportern. Angegliedert daran war eine Sicherungskompanie, personell bestehend aus der Gebirgspanzeraufklärungskompanie 230 (GebPzAufklKp 230) aus Freyung sowie der 2. Kompanie des Gebirgsjägerbataillon 231 (GebJgBtl 231) aus Bad Reichenhall, ausgerüstet mit Spähpanzern vom Typ Luchs und Transportpanzer Fuchs, später umbenannt in TrspAufklKp (Transportaufklärungskompanie). Die Panzer dienten als Begleitschutz der deutschen Konvois durch Bosnien. Stationiert wurde der Verband im Camp Solaris bei Šibenik. Der erste Konvoi wurde Mitte Januar 1996 als „Generalprobe“ von Šibenik nach Livno und zurück durchgeführt. In den folgenden Monaten fanden Transporte sowohl zu den eigenen deutschen Kräften in Benkovac und Visoko als auch zu anderen Standorten des IFOR-Kontingents, z. B. Ploče und Mostar (Franzosen), Banja Luka (Briten), Sarajevo und Tuzla (USA), statt.
- Einsatzunterstützungsverband
  - Leitverband war die Logistikbrigade 1 aus Lingen mit ca. 500 Soldaten und das Nachschubbataillon 7 aus Unna mit ca. 180 Soldaten, sowie eine Sicherungskompanie des Gebirgsjägerbataillons 232 aus Bischofswiesen ausgerüstet mit Transportpanzer Fuchs. Stationiert in Primošten und Divulje.
- Pioniereinsatzverband
  - Leitverband war das Pionierbataillon 1 aus Holzminden mit ca. 400 Soldaten ausgerüstet mit Panzerschnellbrücken und Festbrücke sowie Aufbau und Betrieb von Feldlazaretten durch Panzerpionierzüge. Teile des Pionierbataillons waren in Benkovac und in Visoko ca. 15 km nordwestlich der bosnischen Hauptstadt Sarajevo stationiert und auch in der Nähe der Bosnisch-Serbischen Grenze mit 22 Mann in Borci bei Konjic zur Unterstützung des „2e régiment étranger de parachutistes“ der französischen Fremdenlegion. Der Verband hatte als Auftrag u. a. die Wiederherstellung einer Straßenverbindung zwischen Visoko und Sarajevo sowie Minenräumung.
- Heeresfliegereinsatzverband
  - Leitverband des ersten Kontingents bis Mai 1996 war das Heeresfliegerregiment 10 in Faßberg mit ca. 380 Soldaten und ausgerüstet mit Transporthubschraubern vom Typ CH-53 aus den Standorten Rheine, Laupheim und Mendig und Bell UH-1D aus den Standorten Faßberg und Niederstetten sowie eine Sicherungskompanie des Gebirgsjägerbataillons 232/233 ausgerüstet mit Transportpanzer Fuchs und Waffenträger Wiesel.
  - Leitverband des zweiten Kontingents bis Oktober 1996 war das Heeresfliegerregiment 6 in Hohenlockstedt mit ca. 380 Soldaten und einer Aufstockung von 400 Sicherungssoldaten zur ersten freien Wahl im Oktober/November 1996. Hierzu wurden als Sicherungssoldaten die Gebirgsjägerbataillons 232/233 eingesetzt.
  - Nach dem zweiten Kontingent wurde der Flugplatz geschlossen und die vorhandenen Kräfte weiter Richtung Sarajevo/Benkovac verlegt, Mitte 1998 endete dieser Einsatz für die Heeresfliegertruppe.

Stationiert wurde der Verband auf dem Gelände des Flughafens von Zadar von dem sowohl deutsche als auch alliierte Truppen in Kroatien und Bosnien und Herzegowina unterstützt wurden.
- Feldlazarett
  - Leitverband war die Sanitätsbrigade 2 in Ulm mit ca. 400 Soldaten, der in Trogir stationiert wurde und Teile der Einheit sich auch in Visoko befanden.

An allen Standorten waren zusätzlich Einheiten der Fernmeldetruppe stationiert. Leitverband der Fernmeldetruppe des 1. Kontingentes war das Fernmelderegiment 4 aus Regensburg.
Befehlshaber des 1. und des 3. deutschen Heereskontingent war der Brigadegeneral Friedrich Riechmann. Befehlshaber des 2. Kontingents war der Brigadegeneral Henning Brümmer.
Im Juni 1996 wurde in Lukavac ein sogenannter vorgeschobener Teilgefechtsstand eingerichtet. Aufgabe der rund 100 deutschen Soldaten aus allen Standorten in Kroatien war die logistische Unterstützung der US-Armee bei der Umstrukturierung der Liegenschaften im Bereich Tuzla.
In Šibenik war im Rahmen des EU-Verbandes auch eine Einheit Instandsetzungssoldaten stationiert, die Fahrzeuge mit speziellen Panzerungen für den Einsatz vorbereitete, Ersatzteillogistik und Reparaturen durchführte. Es fanden dort auch Spezialumbauten wie z. B. Ausrüstung des Fuchs mit Gefechtsturm statt. Die meisten der ca. 200 Soldaten kamen aus Potsdam-Eiche/Golm und wurden unterstützt durch einen San-Bereich und Fernmeldern aus den dortigen Standorten, die jedoch größtenteils in Primošten stationiert waren, da sich dort das Feldlager befand.
In Primošten war auch eine größere Einheit des Deutsch-Französischen Korps stationiert, die mit Sicherungsaufgaben betraut war (ca. 150 Soldaten).

## Leistungsbilanz der deutschen Bundeswehr zur IFOR

### Heer

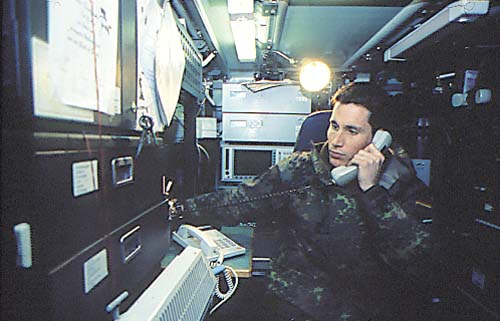
Ein Radiotechniker arbeitet an der SatCom Uplink Multiplex Station in Kroatien während des IFOR-Einsatzes

Das Heereskontingent führte bis zum 18. Dezember 1996 rund 492 Konvois und Transporteinsätze sowie 1.050 Lufttransporteinsätze durch die Heeresflieger durch. Der Pioniereinsatzverband erneuerte 9 Brücken oder setzte sie instand, baute 35 km neue Straßen und erneuerte Straßenabschnitte auf einer Länge von 21 km.

### Marine
Es gab 29 Einsätze von Zerstörern und Fregatten der Deutschen Marine (mehrfache Einsätze), 4 Tankereinsätze sowie 29 MPA-Einsätze (Seeraumüberwachung).

### Luftwaffe
Kampfflugzeuge vom Typ Tornado flogen 1006 ECR-Einsätze zum Schutz von deutschen und NATO-Flugzeugen sowie 1085 RECCE-Einsatzflüge zur Aufklärung der Streitkräfte der ehemaligen Konfliktparteien und zur Überwachung der Militärstützpunkte und Waffenlager. Stützpunkt war der Flugplatz der italienischen Luftstreitkräfte in San Damiano bei Piacenza.

### Sanitätsdienst

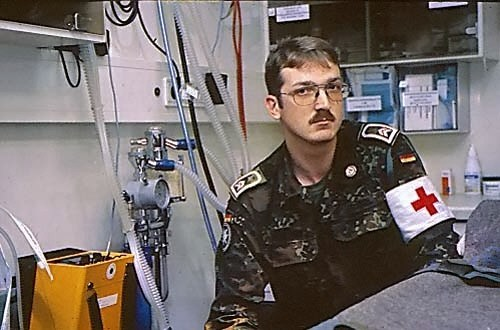
Deutscher IFOR-Soldat in Kroatien

Der Sanitätsdienst mit dem Feldlazarett führte 10.925 ambulante und 2.046 stationäre Behandlungen von Patienten aus 58 Nationen durch.

## Das österreichische Kontingent AUSLOG/IFOR

### Politische Grundlagen
Der Vertrag von Dayton gab auch dem Österreichischen Bundesheer erstmals die Möglichkeit, außerhalb einer unmittelbaren UN-Mission an einem friedenssichernden Einsatz teilzunehmen. Basis dafür waren die UN-Resolutionen 1031 und 1088, die Durchführung oblag der NATO, wodurch im Rahmen des PfP-Programms das eigentlich neutrale Österreich an einem NATO-Einsatz teilnehmen konnte.
Die Ministerweisung 147/95 vom 15. Dezember 1995 legte die nationale Grundlage dafür, dass bereits im Jänner 1996 die ersten österreichischen Soldaten ihre Tätigkeit in Bosnien aufnehmen konnten. Benannt wurde der Einsatz mit AUSLOG/IFOR (Austrian Logistic Contingent/Implementation Force).

### Der militärische Einsatz

#### Zusammensetzung
Am 10. Februar 1996 folgte das Hauptkontingent der First Mission, bezeichnet als AUSLOG/IFOR 1, unter dem Kommando von Oberstleutnant Günther Kienberger. Es bestand aus einer Stabskompanie und einer Transportkompanie mit insgesamt ca. 300 Mann (sowie gelegentlich einer weiblichen Ärztin). Die Transportkompanie setzte sich aus drei Transportzügen zusammen, von denen zwei mit mittelschweren ÖAF-Kippern 16.162 bzw. 16.192 und einer mit schweren ÖAF-sLkw 20.320 ausgerüstet waren. Jeder Zug bestand aus jeweils 3 Gruppen zu je 6 Lkw, jeder Lkw war mit je zwei Kraftfahrern im Unteroffiziers- oder Mannschaftsrang besetzt. Somit handelte es sich um eine rein logistische Einheit, die den NATO-Kampftruppen als Unterstützungstruppe beigegeben war. Eine Teilnahme dieser Einheit an „gewaltsamen Maßnahmen zur Friedensdurchsetzung“ (also an Kampfeinsätzen) war vonseiten Österreichs nicht vorgesehen. Wenn keine militärischen Anforderungen bestanden, führte sie auch zivile Transporte durch (z. B. für das Wiederaufbauprojekt „Nachbar in Not“ des ORF und der österreichischen Caritas). Im Laufe der Zeit verringerten sich die militärischen Aufgaben so sehr, dass praktisch nur mehr für den Wiederaufbau gefahren wurde. Trotzdem war AUSLOG eine voll in die IFOR integrierte Truppe, der sämtliche militärische Einrichtungen und Dienstleistungen offen standen.
Die Stabskompanie umfasste die üblichen Stabs- und Versorgungsaufgaben wie Wachdienst, Küche, COMCEN und Sanitätsversorgung. Es befand sich fast immer ein katholischer oder evangelischer Militärpfarrer beim österreichischen Kontingent, wobei dieser nicht mit den anderen Soldaten alle 6 Monate rotierte.

#### Einsatzvorbereitung
In Österreich wurde der Einsatz durch das Kommando Auslandseinsätze vorbereitet und abgewickelt. Federführend dabei war das Panzerartilleriebataillon 4 (PzAB4) in Gratkorn, für die fahrtechnische Ausbildung zeichnete das Versorgungsregiment 1 (VR 1) in Graz verantwortlich. Trotz seiner langen Erfahrung mit Auslandseinsätzen (besonders Syrien/Golan und Zypern) war der Einsatz mit der NATO in einem Einsatzraum, der bis vor kürzester Zeit noch Kriegsgebiet gewesen war, für das Österreichische Bundesheer ein Novum. So wurden in größter Eile Kugelschutzwesten und moderne Kampfhelme von der französischen Armee geleast, wodurch die österreichischen Soldaten – sonst ausgestattet mit dem Feldanzug 75 – voll adjustiert Ähnlichkeit mit französischen Soldaten hatten. Jeder Soldat musste auf Basis einer freiwilligen Meldung zum Auslandseinsatz eine Untersuchung auf Einsatztauglichkeit über sich ergehen lassen, wobei er sportlich, psychologisch und medizinisch getestet wurde. In der Einsatzvorbereitung wurde, besonders ab AUSLOG/IFOR 2 und die durch den Ersteinsatz gewonnenen Erfahrungen, größter Wert auf Eigenschutz, Mine Awareness und den Umgang mit illegalen Straßensperren und örtlichen Warlords gelegt. Die als Kraftfahrer vorgesehenen Soldaten wurden je nach vorhandenen Lenkerberechtigungen in Heeresfahrschulen auf die Anforderungen in Bosnien ausgebildet. Die Lkw wurden nachträglich mit Kevlarplatten rund um die Führerhäuser versehen, die Geschossen aus Infanteriewaffen bis zu Kal. 7,62 mm NATO widerstehen sollten. Da das „BH“ (Bundesheer) auf den Kennzeichen zu leicht mit den Anfangsbuchstaben für Bosnien-Herzegowina hätte verwechselt werden können, wurde es mit einer rot-weiß-roten Flagge abgeklebt.

#### Ausrüstung, Durchführung der Transportaufträge, Rotationen
Disloziert war das Kontingent im Camp BELUGA (Belgien, Luxemburg, Greece, Austria) in Visoko 25 km nordwestlich von Sarajevo auf dem Gelände der ehemaligen Textilfabrik VITEX. Zum Einsatz kamen innerhalb einer Halle aufblasbare DRASH-Zelte, damals ebenfalls eine Neuigkeit.
Die Konvoifahrten führten entweder in die nähere Umgebung von Sarajevo, oder mehrtägig bis nach Kroatien, Österreich und Ungarn. In diesen Fällen wurde üblicherweise in anderen Camps von IFOR, z. B. in Slawonski Brod oder Tuzla, übernachtet.
Bewaffnet war jeder Soldat mit dem StG 77(Steyr AUG), Kommandanten und Spezialfunktionen mit der P 80 (Glock 17), im Camp befanden sich weiters einige MG 74 zur Verstärkung. Die Transporte wurden grundsätzlich als Konvois durchgeführt, wobei sLKW und Kipper meistens getrennt voneinander operierten. Mindestens ein Puch G kam als Kommando- und Führungsfahrzeug zum Einsatz, je nach Bedarf wurde zusätzlich ein SanKW (Pinzgauer) und/oder ein KranKfz eingeteilt.
Die Ablöse erfolgte im Rhythmus von 6 Monaten, jeweils Februar oder August. Soldaten, die länger als diese 6 Monate bleiben wollten, konnten eine freiwillige Meldung zur Verlängerung abgeben, die in der Regel auch angenommen wurde.
Der Kontakt zur Bevölkerung war in den allermeisten Fällen sehr freundlich. Einerseits wurde die Hilfe der österreichischen Soldaten für den Wiederaufbau sehr positiv wahrgenommen, andererseits hatte Österreich auf dem Balkan noch einen guten Ruf aus der Zeit der k.u.k. Monarchie. Außerdem war besonders in Kroatien die rasche Anerkennung des neu gegründeten Staates durch Österreich und dessen Außenminister Alois Mock äußerst hilfreich.

### Überleitung zu SFOR und Ende
Mit dem 20. Dezember 1996 wandelte sich die Implementation Force (IFOR) zur Stabilization Force (SFOR). Ihr Ziel war die Aufrechterhaltung eines sicheren Umfeldes zur fortgesetzten Konsolidierung des Friedens, der in der Folge die Anwesenheit der NATO-geführten Streitkräfte in Bosnien-Herzegowina entbehrlich machen sollte.
Am 1. April 1997 folgte Griechenland Belgien als Lead Nation. Am 18. Juni 1998 erfolgte die Verabschiedung der belgischen und der luxemburgischen Kräfte sowie deren Ablösung durch die Bulgaren. Zwei Tage später wurde das Camp von BELUGA auf HELBA (HELlenic, Bulgaria, Austria) umbenannt.
Am 14. September 1999 fand zwischen dem österreichischen und dem deutschen Befehlshaber eine Besprechung betreffend eine Eingliederung des AUSLOG-Transportzuges in die deutsche GECON-Logistikeinheit in Rajlovac (5 km nordwestlich von Sarajevo) statt. Das erste Implementierungskonzept hierfür lag bereits am 10. November desselben Jahres vor, einen Monat später begann ein Erkundungskommando mit dem Lagerabbau und den Umzugsarbeiten im Einsatzraum.
Insgesamt wurden bei AUSLOG/IFOR bzw. SFOR zehn Kontingentsrotationen durchgeführt, wobei die Stärke stets reduziert wurde, um Kapazitäten für andere Missionen freizubekommen. Dem Ministerratsbeschluss vom 6. Juni 2000 zufolge wurde die Mission in Bosnien und Herzegowina von der Republik Österreich mit März 2001 vollends aufgelöst, da Österreich plante, sich mit rund 2.000 Soldaten an der EU-Kriseneingreiftruppe zu beteiligen. Seit 1. Jänner 2000 wurden zu SFOR daher nur noch Stabsmitglieder nach Camp Butmir in Sarajevo entsandt.
Insgesamt nahmen an der Mission knapp 2.000 Soldaten des Bundesheeres teil. Im Laufe der Jahre wurden 6.800.000 Kilometer gefahren und 461.900 Tonnen Güter aller Art transportiert. Der letzte Kommandant von SFOR war der Steirer Oberstleutnant Dietmar Foditsch.
Die im Einsatz verwendeten Fahrzeuge (Puch G, ÖAF Kipper und ÖAF sLkw) wurden nach Österreich rückverlegt und waren dort noch Jahre lang an ihren Veränderungen für den Bosnien-Einsatz (Härtung, Aufschriften IFOR bzw. SFOR) erkennbar.